# Miss You (singel Aaliyah)
"Miss You" − utrzymana w konwencji R&B ballada autorstwa Johnty Austina, Teddy Bishop i Ginuwine'a, która jako jeden z dwóch (w USA − trzech) singli promowała kompilacyjny album Aaliyah I Care 4 U. Wydanie tej kompozycji w postaci singla jest hołdem złożonym wokalistce, która zmarła niespodziewanie w sierpniu 2001 roku.
Utwórz wykorzystano w grze komputerowej Karaoke Revolution Volume 2.

## Tło
Piosenka jest śpiewana z perspektywy młodej kobiety tęskniącej za swoim chłopakiem, który wyjechał do college'u. Dziewczyna zastanawia się, czy pomimo separacji, ten wciąż ją kocha, boi się też, że może go utracić.

## Listy utworów i formaty singla
US/UK CD Single
1. "Miss You (Album Version)" − 4:04
2. "Miss You (Remix)" − 3:51

US Promo Single
1. "Miss You (Album Version)" − 4:04

## Recenzje
Internetowy portal MusicOMH.com wytypował utwór "Miss You" na najlepszy z płyty I Care 4 U, chwaląc przy tym jego liryczność, którą uznał za "przejmującą".

## Teledysk
Wideoklip do utworu wyreżyserował Darren Grant, który współpracował z Aaliyah w roku 1997 na planie teledysku "The One I Gave My Heart To". W klipie wystąpili przyjaciele i bliscy artystki, między innymi DMX, Missy Elliott, Toni Braxton, Timbaland i Static Major. Zdjęcia z ich udziałem powstawały w dwóch miejscach − w Los Angeles w Kalifornii oraz Long Island w stanie Nowy Jork. W wideoklipie wykorzystano również sceny z poprzednich teledysków Aaliyah.

### Rolecameo
| - DMX - Missy Elliott - La-La - Lil' Kim - Tweet - Jamie Foxx - Queen Latifah - Toni Braxton - Tank - Rosario Dawson - U-God z grupy Wu-Tang Clan - AJ Calloway - Free - Quddus - Nick Cannon | - Playa - Dallas Austin - Big Tigger - Ananda Lewis - Laz Alonso - Elise Neal - Timbaland - Montel Williams - Jaheim - J.D. Williams - Quincy Jones - Andre Royo - Eric B. and Rakim - Static Major |

## Pozycje na listach przebojów
| Notowanie (2003)                      | Najwyższa pozycja |
| ------------------------------------- | ----------------- |
| Austrian Singles Chart                | 29                |
| Canadian Singles Chart                | 14                |
| Danish Singles Chart                  | 15                |
| Dutch Singles Chart                   | 25                |
| German Singles Chart                  | 8                 |
| Sweden Singles Chart                  | 40                |
| Swiss Singles Chart                   | 15                |
| Taiwanese Singles Chart               | 8                 |
| U.S. Billboard Hot 100                | 3                 |
| U.S. Billboard Hot R&B/Hip-Hop Tracks | 1                 |
| U.S. Billboard Rhythmic Top 40        | 8                 |
| U.S. Billboard Top 40 Tracks          | 8                 |
| Germany JAM FM Charts                 | 1                 |
| US Top Ringtones                      | 38                |